# Glochidion angulatum
Glochidion angulatum är en emblikaväxtart som beskrevs av Charles Budd Robinson. Glochidion angulatum ingår i släktet Glochidion och familjen emblikaväxter. Inga underarter finns listade i Catalogue of Life.